# Большая синагога (Алжир)
Большая синагога Алжира, или Синагога раби Блоха (араб. معبد الجزائر العظيم‎; фр. Synagogue d'Alger) — синагога в городе Алжир.

## Еврейская диаспора Алжира
История еврейской диаспоры на территории современного Алжира насчитывает более двух тысячелетий.
Согласно иудео-христианской традиции, изгнанные евреями ханаанцы бежали в Африку. В Талмуде говорится о том, что среди этих беглецов были и еврееязычные. Следующим появлением евреев в Алжире можно считать 1391 год — год массовой еврейской миграции из Испании. В XVII—XVIII веках Алжир стал центром еврейской научной и религиозной мысли. 
29 июня 1830 года французские войска вошли на территорию Алжира. Поведение евреев было двоякое: одни из них, вспоминая о преследованиях со стороны христиан, в ужасе разбегались, а будучи пойманными, умоляли о пощаде. Другие сражались вместе с арабами и бедуинами против французской армии. Однако, очень часто евреи помогали французам в этой войне. Французы провозгласили свободу и равенство для всех народов и религий. Законодательными актами 1839 и 1845 годов созданы особые органы, которые должны способствовать развитию иудаизма. За время французского правления Алжиром его еврейское население резко возросло: с 15—17 тысяч в начале 1830-х годов до 150 тысяч на момент предоставления независимости Алжиру в 1962 году.
В ходе боевых действий многие евреи в войне встали на сторону Франции. После подписания Эвианских соглашений в марте 1962 года, произошла массовая эмиграция евреев из Алжира.

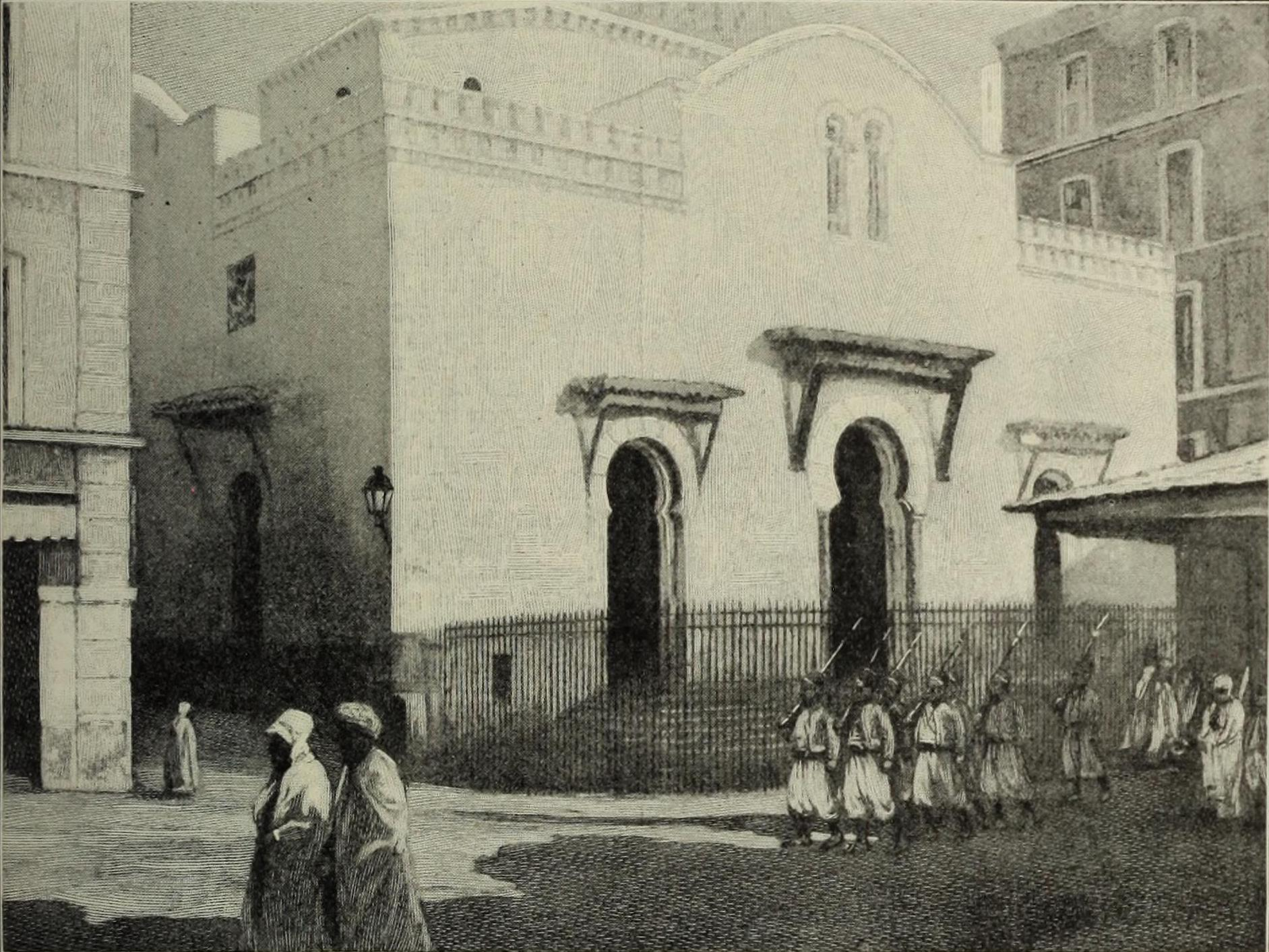
Смена караула перед синагогой в городе Алжире. 1898

## История
Большая синагога была построена еврейской общиной Алжира в 1865 году. Она была расположена в сердце касбы Алжира и являлась местом сбора еврейской общины города.
После начала войны за независимость Алжира синагога неоднократно подвергалась атакам мусульман. Так в июле 1960 года здание синагоги было подожжено. 11 декабря 1960 года в синагогу ворвалась толпа арабов, устроившая погром и осквернившая свитки Торы и молитвенники. 12 декабря произошло массовое убийство евреев в здании синагоги.
В 1962 году Алжир добился независимости от Франции, а в 1963 году правительство Алжира обнародовало Кодекс о гражданстве, где было прописано, что гражданство мог получить только мусульманин. Большинство еврейских жителей Алжира были изгнаны и лишь немногие остались в городе.
Большая синагога Алжира была одной из семнадцати синагог, конфискованных алжирским правительством. В 1962 году синагога была преобразована в мечеть Абу-Фареса.